# Argentit
Argentit (veraltet Silberglanz) ist ein nur hypothetisches, aber nicht anerkanntes Mineral, das als Hochtemperatur-Modifikation des Silbersulfids Ag2S nur bei einer Temperatur von über 173 °C stabil ist. Aktuell gilt Argentit als Varietät von Akanthit.
Argentit kristallisiert zunächst im kubischen Kristallsystem, wandelt sich dann aber bei weiterer Abkühlung in den monoklinen Akanthit um, wobei er meist die äußere Kristallform des Argentits beibehält. Diese Paramorphosen werden aus Unkenntnis des genauen Sachverhaltes oft fälschlich und irreführend als „Argentit“ bezeichnet. Korrekt müssten sie entweder als „Pseudomorphosen von Akanthit nach Argentit“ oder „pseudokubischer Akanthit“ bezeichnet werden.

## Etymologie und Geschichte
Erstmals wissenschaftlich beschrieben wurde Argentit 1845 von Wilhelm Ritter von Haidinger, der das Mineral nach dem lateinischen Wort argentum für Silber benannte. 

## Klassifikation
Argentit wird in der alten 8. Auflage (II/A.03 Argentit-Naumannit-Gruppe) sowie der seit 2001 gültigen und zuletzt 2009 aktualisierte 9. Auflage der Mineralsystematik Strunz (2.BA.30a) zusammen mit Akanthit klassifiziert. 
Die Systematik der Minerale nach Dana ordnet den Argentit nicht genauer ein, er hat hier die Systemnummer 2.00.00.00

## Kristallstruktur
Argentit kristallisiert kubisch in der Raumgruppe Im3m (Raumgruppen-Nr. 229) mit dem Gitterparameter a = 4,89 Å sowie 2 Formeleinheiten pro Elementarzelle.

## Bildung und Fundorte
Argentit bildet sich nur temporär in hochgradigen hydrothermalen Lösungen von über 173 °C in Silbererz-Gängen. Unterhalb dieser Temperatur bildet sich Akanthit als stabile Phase direkt. Paragenesen und Fundorte siehe Akanthit.

## Verwendung
Als Hochtemperatur-Modifikation ist das bei Raumtemperatur nicht stabile Argentit ohne technische Bedeutung. Die bei Raumtemperatur stabile Form Akanthit ist dagegen einer der wichtigsten Rohstoffe zur Gewinnung von Silber.